# Ипсен, Бодиль
Бодиль Ипсен (дат. Bodil Ipsen; 30 августа 1889, Копенгаген — 26 ноября 1964, Копенгаген) — датская актриса и кинорежиссёр. В честь неё и Бодиль Кьер получила своё название датская национальная кинопремия «Бодиль».

## Биография
Родилась в 1889 году в Копенгагене. В 1908 поступила в школу при Королевском театре Дании и через год впервые вышла на его сцену. Всего за свою жизнь Ипсен сыграла почти двести театральных ролей в четырёх датских театрах, а также на сценах Швеции и Норвегии; принимала участие в радио- и телеспектаклях.
В 1920 году Ипсен дебютировала в кино как исполнительница главной роли, сыграв в фильме «Лавина» (оригинальное название «Lavinen»), поставленном Эмануэлем Грегерсом, третьим мужем актрисы. В ранние годы своей кинокарьеры Ипсен снималась главным образом в комедиях. Всего на её счету двенадцать ролей в кино. В 1960 году она за свою последнюю актёрскую работу (в фильме Tro, Håb og Trolddom) получила названную в её честь премию «Бодиль» за лучшую женскую роль.
С 1942 года работала как кинорежиссёр. Из десяти фильмов, поставленных Ипсен, наиболее известны пять, над которыми она работала совместно с Лау Лауритценом младшим. В их числе — «Красные луга», картина, снятая в 1945 году и в 1946 получившая вместе с ещё десятью лентами главный приз Каннского кинофестиваля. В качестве режиссёра Ипсен прославилась как один из родоначальников датского нуара. К классике этого жанра относится лента «Мелодия убийства» (оригинальное название «Mordets Melodi»). Фильм, снятый во время немецкой оккупации Дании во Второй мировой войне, получил высокую оценку критиков за «стильную кинематографию, тематическую насыщенность и мрачное видение Копенгагена», и считается одним из наиболее влиятельных датских фильмов того периода.